# Università di Tampere
L'Università di Tampere (in finlandese Tampereen yliopisto, nome ufficiale in inglese Tampere University, abbreviazione TAU o TUNI) è un'università della città di Tampere, in Finlandia. È stato fondato dal 1º gennaio 2019, quando la vecchia Università di Tampere e l'Università tecnica di Tampere si sono fusi.
È membro dell'Istituto europeo per le norme di telecomunicazione (ETSI).

## Storia
La vecchia Università di Tampere fu creata ad Helsinki nel 1925 come Collegio Civico di Helsinki per insegnare amministrazione pubblica, organizzazione delle attività e giornalismo. Il primo dottorato è stato completato nel 1955 e nel 1956, la città di Tampere e la Scuola di scienze sociali hanno deciso di trasferire la scuola a Tampere. L'Università di tecnologia di Tampere è stata fondata nel 1972 per insegnare campi tecnici.
Un programma, denominato Tampere3, per fondere la vecchia Università di Tampere (UTA) con l'Università tecnica di Tampere (TUT) e l'Università di Scienze applicate di Tampere (TAMK) venne avviato nella primavera del 2014. La fusione fu approvata dal Parlamento nel dicembre 2017 ed entrò in vigore il 1º gennaio 2019. La nuova istituzione di istruzione superiore interdisciplinare venne denominata Università di Tampere (la proposta di battezzare l'istituto "Nuova università di Tampere" venne rigettata). A seguito della fusione, UTA e TUT divennero un unico ateneo (TAU) con due campus in Kalevanharju e Hervanta, mentre TAMK rimase un'istituzione formalmente separata, di cui TAU è socio di maggioranza. Insieme formano la comunità universitaria di Tampere (in finlandese Tampereen korkeakouluyhteisö, TUNI).

## Struttura
L'università è organizzata in sette facoltà:
- Ambiente costruito
- Educazione e cultura
- Management e economico
- Medicina e scienze della vita
- Scienze sociali
- Tecnica e scienze naturali
- Tecnologie dell'informazione e comunicazione

Oltre alle unità indipendenti, l'ateneo dispone ospita l'archivio dei dati delle scienze sociali finlandesi (FSD), servizi di laboratorio, un centro linguistico e la biblioteca.